# Élie Peyrony
Élie Peyrony est un préhistorien français, né le 15 octobre 1897 aux Eyzies-de-Tayac, en Dordogne, et mort le 21 mai 1989  à Neuvic, en Dordogne.

## Biographie
Élie Peyrony est le fils de Denis Peyrony. Il a suivi son père dans les découvertes archéologiques de la vallée de la Vézère.
Il s'est destiné à l'enseignement et est entré à l'école normale d'instituteurs de Périgueux. Il consacre son temps libre à la recherche préhistorique, profitant des conseils de Marcellin Boule, de Louis Capitan, de l'abbé Henri Breuil et de son père.
Il participe à de nombreuses fouilles, à Laugerie-Haute, à l'abri de la Forêt, au Pech de la Boissière, à l'abri de Jablancs, à l'abri de Combe-Grenal, à l'abri de Crabillat, à l'abri Vignaud, à l'abri de la Fontaine de Gaudonne.
En 1936, il est nommé inspecteur des monuments préhistoriques et conservateur du Musée national de Préhistoire des Eyzies-de-Tayac.

## Publications
- Notions de Préhistoire, Imprimerie de la Vézère, 1957

## Distinctions
- Ordre des Palmes académiques
- Chevalier de l'Ordre des Arts et des Lettres